# Oswald Gáspár
Oswald Gáspár, Ozvald (Iglau, Morvaország, 1729 – Vác, 1781. október 24.) piarista szerzetes, építész.

## Életpályája
Oswald Gáspár a morvaországi Iglauban (Jihlava) született 1729. február 25-én. Olaszország jelentős városaiban tanulmányozta az építészetet. Migazzi Kristóf bíboros (váci püspök is volt) építésze volt 25 éven keresztül. Munkássága során mintegy 20 templomot tervezett és épített, többek között a kecskeméti nagytemplomot is. 1767-ben Conradi Norbert meghívására Veszprémben készítette az ottani rendház és templom tervét. 1766-ban Valero Jakab tanácsadója volt a tatai rendház tervezésénél. Ő vezette a váci székesegyház építését is. 
Épületeit a késői klasszicizáló barokk, részben pedig Isidorus Canevale stílusában tervezte. Nagyrészt ő kivitelezte az Isidorus Canevale tervei szerint készült épületeket is.

## Munkái
- Nagytemplom, Kecskemét
- Érseki palota, Kalocsa
- Plébániatemplom, Berkenye